# サム・パノプロス

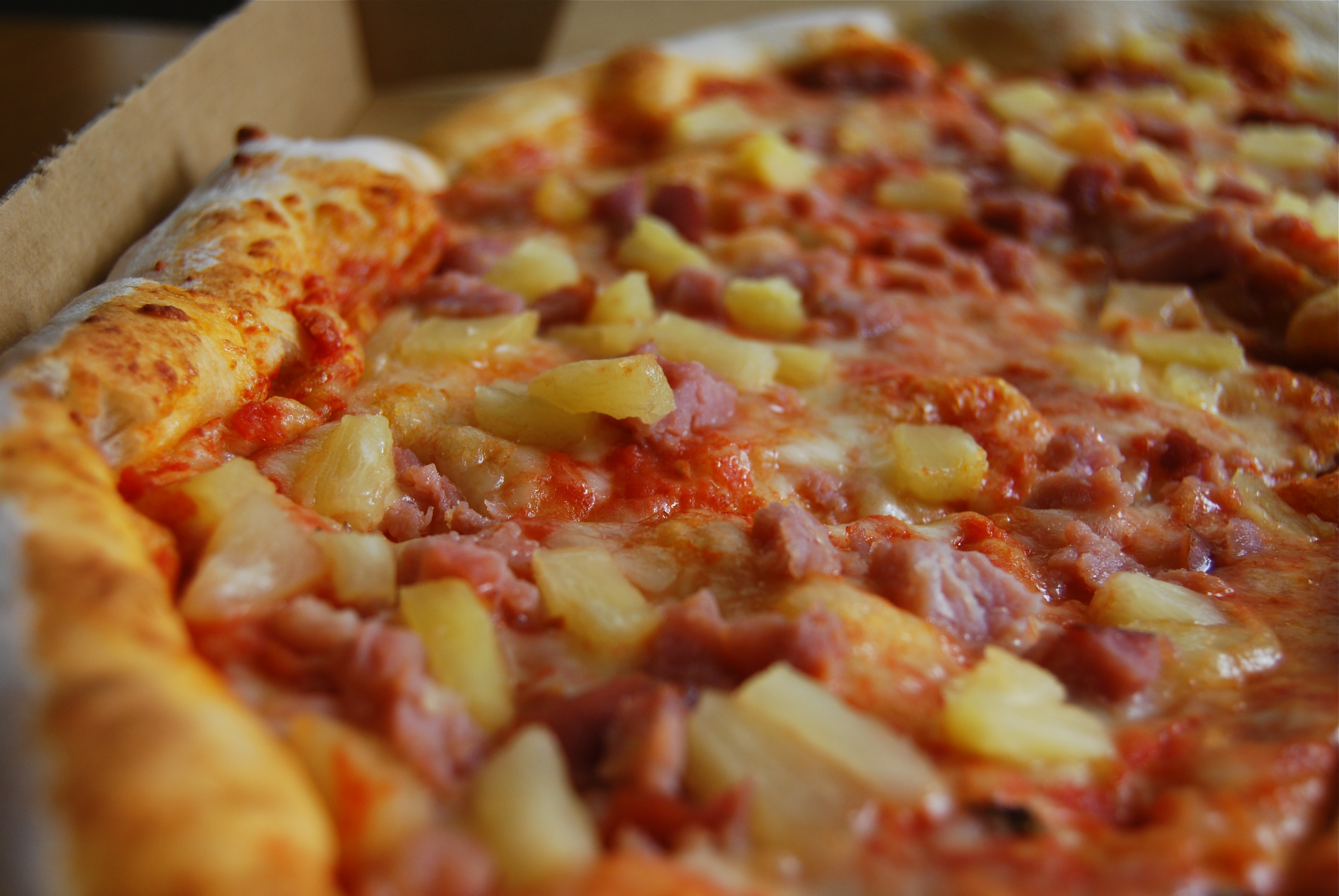
パノプロスの考案したハワイアンピザ

ソティリオス・"サム"・パノプロス (ギリシア語: Σωτήριος Πανόπουλος、1934年8月20日 - 2017年6月8日）は、ギリシャ出身のカナダ人料理人、実業家。ハワイアンピザの考案者として知られている 。

## 幼少・青年期
1934年8月20日、ギリシャ・ヴールヴーラ生まれ。1954年、パノプロスが20歳の時、カナダに移住し、ノバスコシア州ハリファックスに到着した 。

## 職歴
パノプロスはサドベリーに定住、次いでオンタリオ州エリオットレイクに定住し、そこで鉱業の仕事を見つけた。
ナポリでピザを食べた後、オンタリオ州ウィンザーを訪れて北米のピザを初めて食した。
パノプロスは、兄のエリアス、ニキタスとともに、オンタリオ州チャタム・ケントで、ハンバーガーやフライドポテトなどの典型的なアメリカ料理と、甘味と旨味を合わせたアメリカの中華料理を提供する「サテライト・レストラン」を経営していた。1960年代初頭には、当時米国で人気だったピザを提供し始めた。1962年、パノプロスは面白半分でピザにパイナップルの缶詰とハムをのせる、ハワイアンピザのレシピを考案した。この斬新な発想は、時に批判に晒されながらも顧客の間で人気を博したが、時が経つにつれ、普通のピザを熱狂的に愛好する者からは軽蔑されるようになった。 
2017年2月、アイスランドのグズニ・ヨハンネソン大統領は、パイナップルをピザにのせることには根本的に反対だとし、法律で禁止すべきだと述べた。これに対しパノプロスは、カナダ放送協会の番組中で自身の考案したハワイアンピザを「最初に思いついた時は別に特別なものでもなんでもなかった。オーブンで焼くパンのひとつにすぎなかった」と語り、擁護した。また、「最初はそれが好きな人なんて一人もいなかったが、その後、ものすごく人気が出た。当時は甘いものと酸っぱいものとか、色々なものをまぜてみる人はいなかったから」とし、自身の発案したハワイアンピザが契機となり、他の人もサーモンやグリーンペッパー、タマネギなど各々が好きなものをピザに載せるようになったと語った。

## 私生活
妻クリスティーナは50年間連れ添い、一男一女をもうけ、何人かの孫がいた。
1980年にパノプロスはサテライトレストランを売却し、余生をオンタリオ州ロンドンで過ごし、当地でもレストラン経営者として働いた。
2017年6月8日、オンタリオ州ロンドンの大学病院で突然死した 。享年83。妻との結婚50周年を祝って間もなくのことだったという。